# Économie hongroise de l'entre-deux-guerres
À la suite du traité de Trianon du 4 juin 1920, la Hongrie, l'une des puissances vaincues, a été réduite à près de 32,6% de son ancienne taille. Le traité établissait quels États remplaceraient l'ancien royaume de Hongrie, avec les conséquences économiques les plus dramatiques du démantèlement touchant la Hongrie elle-même. Avant la guerre, la Hongrie dépendait des parties autrichiennes et tchèques de l'empire pour l'importation de jusqu'à 80% des matières premières hongroises et d'un marché acceptant un pourcentage égal des exportations hongroises; La fin de l'Empire austro-hongrois a laissé le nouvel État hongrois avec peu de matières premières, une perte de ses marchés et aucun accès à la mer, ce qui n'a fait qu'aggraver la destruction de l'économie hongroise.
En 1920/21, le budget hongrois prévoyait des dépenses deux fois plus élevées que les recettes estimées pour l'année.En même temps, le pays était confronté à une inflation effrénée de sorte qu'en décembre 1920, le ministre des Finances, Lóránt Hegedüs, rédigea un programme financier visant à déflation générale, à des réformes fiscales et à la réduction des dépenses budgétaires. Le plan a échoué pour diverses raisons, y compris une opposition politique forte et les paiements de réparation qui ont rendu difficile la création d'un budget équilibré pour le pays. En 1922, le gouvernement, qui jusqu'alors n'avait fait que mettre en place des embargos sur les exportations, est finalement intervenu pour tenter de juguler la hausse rapide de l'inflation. La réglementation des changes a été établie principalement sur les biens importés, bien que ces contrôles n'aient été que temporaires. Dans la seconde moitié des années 1920, l'intervention de l'État a considérablement diminué pour permettre une politique économique plus libérale.

## La stabilité économique
L'économie hongroise est restée vulnérable à l'inflation croissante et a été en grande partie désorganisée jusqu'en mars 1924, date à laquelle la Société des Nations a accepté le plan de reconstruction financière. Dans le cadre de ce plan, la Ligue prêterait à la Hongrie une somme d'environ 250 millions de couronnes-or afin d'aider à stabiliser la monnaie hongroise et à équilibrer le budget.Le budget a finalement été équilibré en 1924/25 suivi d'une stabilisation de l'économie. Le 1er janvier 1927, le gouvernement introduisit une nouvelle monnaie, le pengő, qui s'élevait à 12 500 couronnes en papier.

## Les effets de la Grande Dépression
En dépit d'une réduction considérable de la taille après la guerre, la Hongrie, en raison de son efficacité agricole, exportait encore plus de blé que tout autre État d'Europe à l'époque. Lorsque la Grande Dépression frappa en 1929, les prix mondiaux du blé s'effondrèrent et la Hongrie, fortement tributaire des exportations de blé, devint déficitaire. De juillet 1930 à juillet 1934, le système boletta a été mis en place, offrant un soutien des prix et des allégements fiscaux aux exploitations agricoles pour tenter de gérer la crise économique causée par la baisse des prix du blé. Le Conseil national de l'industrie a également été créé pour aider à réguler le secteur industriel de l'économie..
Entre le 1er mai et le 13 juillet 1931, la Banque nationale hongroise a versé 200 millions de pengs en or et en devises. Dans le même temps, la dette extérieure de la Hongrie atteignait 4 300 millions de pengos avec des intérêts représentant 300 millions de pengos par an. Avec les réserves d'or et de devises pratiquement épuisées, la couverture d'or des pengős est passée de 40 % à 20 %. À l'été 1931, la Banque nationale ne maintenait plus assez de devises pour continuer à payer les intérêts.Le gouvernement a suspendu le remboursement des obligations et a mis fin au paiement des intérêts en devises sur les dettes extérieures à long terme. En réponse à la crise économique que traversait la Hongrie, les créanciers étrangers ont accepté de suspendre temporairement les paiements de la dette.

## Récupération
Les politiques de déflation, adoptées en 1929 et 1930 et destinées à aider le gouvernement à rééquilibrer le budget, ont finalement été réalisées en 1936/37. Le 7 juillet 1937, le Times rapportait que la Hongrie avait conclu un accord pour payer des intérêts sur les dettes non étatiques à long terme, qui avaient été suspendues depuis 1931 avec plus de 65 prêts tombant sous les termes de cette nouvelle offre de dette. La reprise des paiements est intervenue après les signes d'une reprise économique.La relance de l'économie est due en grande partie aux contrôles sur l'inflation et à un accord commercial bilatéral signé avec l'Allemagne en 1934.L'accord donnait à la Hongrie un marché sûr pour ses exportations de blé ainsi que des prix qui rendaient la vente à l'Allemagne plus avantageuse pour la Hongrie que la vente du blé sur le marché mondial.

## La participation allemande et ses conséquences après la Seconde Guerre mondiale
Le traité commercial signé par Gyula Gömbös avec l'Allemagne en 1934 a été un facteur important pour stimuler l'économie, mais il est également devenu un facteur décisif pour décider du sort de la Hongrie pour le reste de la décennie et pendant la guerre. Bien que l'accord ait donné à la Hongrie un prix favorable pour la vente de son blé, l'argent gagné restait sur un compte en Allemagne et devait être utilisé pour acheter des produits industriels allemands. En 1938, l'accord sur les termes de l'échange donna à l'Allemagne une domination économique sur la Hongrie et sur la plupart des autres pays de la région, laissant la Hongrie inextricablement liée à l'Allemagne pendant l'entre-deux-guerres. La Hongrie, en raison de ses liens incassables avec l'Allemagne, a finalement rejoint la guerre du côté des puissances de l'Axe. Lorsque les vagues de la guerre ont commencé à tourner, la Hongrie, comme dans la Première Guerre mondiale, était de nouveau du côté des perdants. Alors que les Alliés commençaient à vaincre l'Allemagne, l'Armée rouge commença à libérer une grande partie de l'Europe de l'Est, atteignant la Hongrie en décembre 1944. L'occupation de l'Armée rouge commencée en 1944 contribua à préparer la Hongrie à une éventuelle prise de pouvoir communiste.